# Чугинська сільська рада
| Чугинська сільська рада — колишній орган місцевого самоврядування у Станично-Луганському районі Луганської області з адміністративним центром у с. Чугинка. Водоймища на території, підпорядкованій даній раді: річка Деркул. Сільській раді підпорядковані населені пункти: - с. Чугинка - с. Вільне - с. Деркульське - с. Золотарівка - с. Олександрівка |

## Склад ради
Рада складається з 16 депутатів та голови.

### Керівний склад ради
| ПІБ                             | Основні відомості                                                                       | Дата обрання | Дата звільнення |
| ------------------------------- | --------------------------------------------------------------------------------------- | ------------ | --------------- |
| Козлов Олександр Сергійович     | Сільський голова, 1977 року народження, освіта, безпартійний                            | 26.03.2006   | 01.02.2008      |
| Алексєєв Михайло Сергійович     | Сільський голова, 1952 року народження, освіта, член Партії регіонів                    | 01.06.2008   | 31.10.2010      |
| Алексєєв Михайло Сергійович     | Сільський голова, 1952 року народження, освіта середня спеціальна, член Партії регіонів | 31.10.2010   | 09.09.2012      |
| Самарський Олексій Анатолійович | Сільський голова, 1979 року народження, освіта вища, член Партії регіонів               | 09.09.2012   |                 |

Примітка: таблиця складена за даними джерела